# Partinello
Partinello (in corso Partinellu) è un comune francese di 106 abitanti situato nel dipartimento della Corsica del Sud nella regione della Corsica.
Il comune comprende le frazioni di Vetriccia e Vignale.

## Società

### Evoluzione demografica
Abitanti censiti